# Boyce (Virginia)
Boyce is een plaats (town) in de Amerikaanse staat Virginia, en valt bestuurlijk gezien onder Clarke County.

## Demografie
Bij de volkstelling in 2000 werd het aantal inwoners vastgesteld op 426.
In 2006 is het aantal inwoners door het United States Census Bureau geschat op 457, een stijging van 31 (7,3%).

## Geografie
Volgens het United States Census Bureau beslaat de plaats een oppervlakte van
0,9 km², geheel bestaande uit land. Boyce ligt op ongeveer 182 m boven zeeniveau.

## Geboren
- Jack Gilpin (1951), acteur en priester

## Plaatsen in de nabije omgeving
De onderstaande figuur toont nabijgelegen plaatsen in een straal van 24 km rond Boyce.